# Veessen

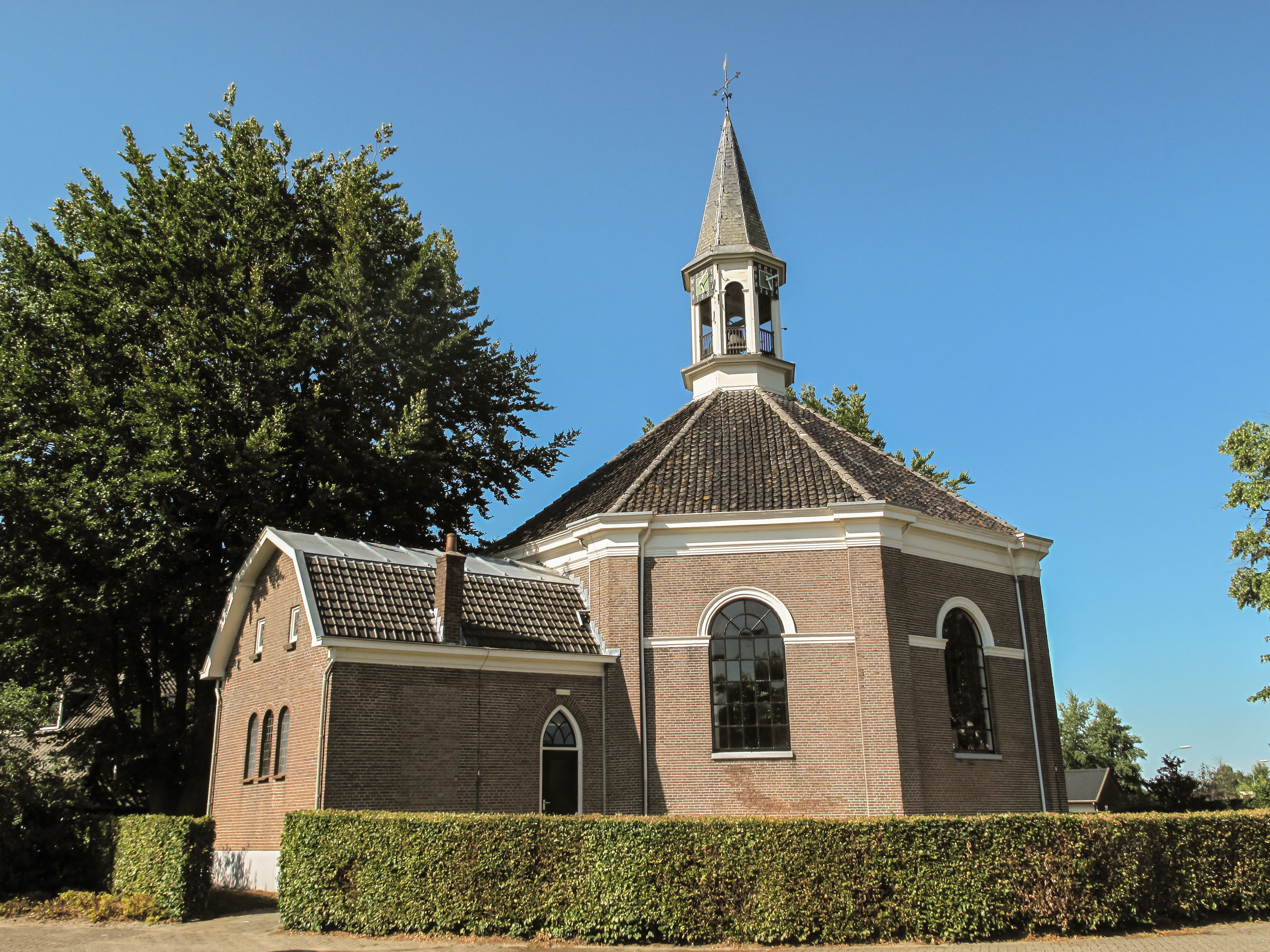
Église protestante

Veessen est un village situé dans la commune néerlandaise de Heerde, dans la province de Gueldre. Le 1er janvier 2005, le village comptait 678 habitants.